# Перушиці
Перушиці (пол. Pieruszyce) — село в Польщі, у гміні Чермін Плешевського повіту Великопольського воєводства.
Населення — 291 особа (2011).
У 1975-1998 роках село належало до Каліського воєводства.

## Демографія
Демографічна структура станом на 31 березня 2011 року:
|          | Загалом | Допрацездатний вік | Працездатний вік | Постпрацездатний вік |
| -------- | ------- | ------------------ | ---------------- | -------------------- |
| Чоловіки | 156     | 41                 | 105              | 10                   |
| Жінки    | 135     | 15                 | 90               | 30                   |
| Разом    | 291     | 56                 | 195              | 40                   |